# Redcoon
redcoon war ein Discount-Onlineshop für Elektronikartikel mit den Sortimentsschwerpunkten Haushaltsgeräte und Unterhaltungselektronik. Das Unternehmen mit Hauptsitz in Aschaffenburg betrieb zeitweise Onlineshops in Deutschland und Italien.
Die Seite ging 2018 vom Netz. Redcoon.pl (Polen) ist seit dem 31. März 2020 ebenfalls nicht mehr aktiv.

## Geschichte
Die redcoon GmbH wurde 2003 von dem früheren MediaMarkt-Manager Reiner Heckel gegründet. Der Umsatz lag im Geschäftsjahr 2007/2008 bei 138 Mio. Euro, im Geschäftsjahr 2009/2010 bei 354 Mio. Euro.
2011 und 2012 stagnierte der Umsatz bei 432 Mio. Euro jährlich.
Im März 2011 wurde die Übernahme durch die Media-Saturn-Holding (Ceconomy) bekannt, der es bisher nicht mit Erfolg gelungen war, einen eigenen Onlineshop aufzubauen. Der Kaufpreis betrug 125 Mio. Euro. Die Media-Saturn-Holding hat den Online-Händler Redcoon im Juni 2013 vollständig übernommen. Redcoon-Gründer Reiner Heckel verkaufte seinen verbliebenen Zehn-Prozent-Anteil an dem Unternehmen und schied zeitgleich aus der Geschäftsführung aus.
In den Jahren 2011 und 2013 rügte der Deutsche Werberat redcoon für seine Werbung.
Im April 2017 wurde die Seite zeitweise vom Netz genommen, was seitens Redcoon mit einem beabsichtigten Umbau des Dienstes begründet wurde. Wenig später war sie mit einem Sortiment wieder erreichbar, das fortan aus einer gemeinsamen Produktdatenbank mit Mediamarkt.de und Saturn.de stammte.
Später wurde bekannt, dass die Media-Saturn-Holding, die mit dem Kauf im Jahre 2011 den eigenen Internethandel ausbauen wollte und mit den unter ihren Namen laufenden Internetangeboten erfolgreich ist, eine Rückabwicklung des Kaufes anstreben würde. Sie wolle ferner den ihr entstandenen Schaden aus angeblichen Kartellrechtsverstößen bei den Alteigentümern geltend machen und habe deswegen Klage (Klagesumme: rund 300 Mio. EUR) erhoben. Ein erstes Urteil sei zugunsten von Metro gegen einen Alteigner ergangen.
Im August 2017 berichtete das Manager Magazin, dass Redcoon an einem illegalen Umsatzsteuerkarussell beteiligt gewesen sei. Es drohten steuerliche Nachforderungen von bis zu 64,4 Mio. EUR.
Ferner berichtete das Magazin von hohen Verlusten Redcoons: Es sei im Geschäftsjahr 2015/2016 ein Rohertragsverlust von rund 45,2 Mio. entstanden. Der EBIT-Verlust sei im gleichen Geschäftsjahr auf 120,3 Mio. EUR angestiegen.
Im Mai 2018 nahm Media-Saturn Redcoon.de endgültig vom Netz, die Seite ist seitdem vollständig bei MediaMarkt.de integriert. Die Präsenz in Österreich Redcoon.at verweist stattdessen auf die Internetseite von Saturn Österreich, während der polnische Ableger zunächst weiter bestand, aber am 31. März 2020 ebenfalls eingestellt wurde.

## Auszeichnungen
- 2010: Chip Online Shop des Jahres – Kategorie LCD-Fernseher[21]
- 2012: 3. Platz Deutscher Online-Handels-Award 2012[22]

## Trivia
- Das Unternehmen trat 2011 in dem Film New Kids Turbo als Arbeitgeber auf.[23]